# Píldora trifásica

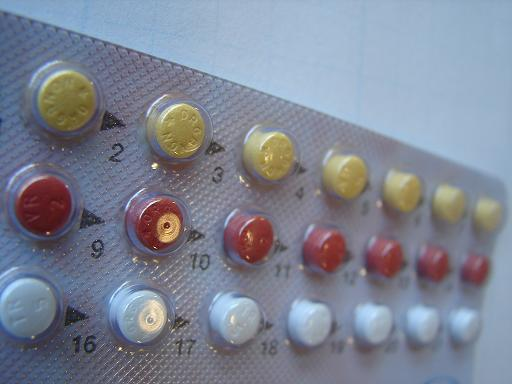
Envase de píldoras trifásicas.

La píldora trifásica es un método anticonceptivo hormonal a dosis bajas de principio activo con un balance hormonal suave y escalonado que imita el ciclo fisiológico de la mujer. Está considerado como altamente eficaz, muy seguro y con escasos efectos secundarios. Su administración favorece la reducción de la grasa facial, por lo que puede ser indicado para el tratamiento de acné leve a moderado. 

## Origen
Las píldoras trifásicas surgen en la década de 1980 con la intención de disminuir los efectos adversos de las píldoras anticonceptivas tradicionales. 

### Comparación con píldoras bifásicas
La píldora trifásica es una de las posibles formulaciones de los anticonceptivos orales multifásicos: bifásicos y trifásicos. La píldora anticonceptiva tradicional se considera un anticonceptivo oral monofásico que puede presentarse con un solo compuesto o dos -método combinado-. 
En comparación con los tratamientos anticonceptivos con píldoras bifásicas no se ha podido establecer claramente, por la escasez de estudios y el escaso uso de la píldora bifásica, las bondades de uno u otro tratamiento. En uno de los escasos estudios realizados se manifestó que con la misma hormona levonorgestrel es menor el sangrado cuando se administra la píldora trifásica; sin embargo con la hormona noreindrona no se han apreciado diferencias de sangrado significativas.

## Composición
La píldora o pastilla está compuesta de una combinación de estrógeno y progesterona.

## Mecanismo de acción
El ciclo femenino tiene varias fases: de ovulación (expulsión del óvulo y asentamiento en el útero), posible fertilización, supervivencia del óvulo sin fertilización y menstruación. Durante dichas fases la producción de estrógenos y progesterona es distinta. 
Fases
- 1- Durante el crecimiento del óvulo en el ovario se produce una alta cantidad de estrógeno y muy poca progesterona
- 2- Durante la expulsión del óvulo del ovario y asentamiento en el útero los niveles de las hormonas se equilibran
- 3- Hasta que se produce la menstruación (ya que no se ha producido la fertilización) el estrógeno disminuye y aumenta sustancialmente la progesterona.

La píldora trifásica se adapta a las fases descritas reduciendo significativamente sus efectos secundarios así como los desajustes hormonales. 

## Administración
Los envases se presentan con píldoras de tres colores que deben ingerirse durante la ovulación, 21 días al mes. Se pueden presentar en tres fases de 7 píldoras o en tres fases con un número de píldoras diferenciadas según se indica:
- 6 píldoras - primera fase: contienen 50 de progesterona y 30 microgramos de estrógeno.
- 5 píldoras - segunda fase: contienen 75 de progesterona y 40 microgramos de estrógeno.
- 10 pastillas - tercera fase: contienen 125 microgramos de progesterona y 30 de estrógeno.